# آلجوسا واسیک
آلجوسا واسیک (انگلیسی: Aljosa Vasic؛ زادهٔ ۲۱ آوریل ۲۰۰۲) بازیکن فوتبال اهل ایتالیا است.